# ザンダー錯視

ザンダー錯視

ザンダー錯視（ザンダーさくし、Sander illusion）あるいはザンダーの平行四辺形（ザンダーのへいこうしへんけい、Sander's parallelogram）は、ドイツの心理学者フリードリッヒ・ザンダー(Friedrich Sander, 1889-1971)によって1926年に報告された錯視である。しかし、この図形はMatthew Luckieshによって彼の著書Visual Illusions: Their Causes, Characteristics, and Applications において1922年に報告されていた。
左側の大きな平行四辺形の対角線は、右側の小さな平行四辺形の対角線よりも、長く見える。しかし、実際には同じ長さである。
この錯視の説明のひとつは、対角線の周りの線が奥行きの印象を生じるので、対角線を奥行きのなかでとらえると、長さが違うように知覚される、というものである。